# Anssi Kankkonen
Anssi Kankkonen (Lahti, 11 oktober 1968) is een Finse golfprofessional en -manager.
Kankkonen is de zoon van zoon van Olympisch skispringer Veikko Kankkonen (1940).

## Carrière
Kankkonen werd in 1990 professional en speelde enkele jaren op de Europese Challenge Tour, waar hij drie overwinningen behaalde. Zijn laatste toernooi op de Tour was het Madeira Island Open in 2002. Hij werd dat jaar ook 15de op het Fins Open. 

### Gewonnen
- 1995: Saib Open op de Söderåsens Golfclub
- 1997: Alianca UAP Challenger
- 1997: Rolex Trophy

Teams
- World Cup: 1986 met Mikael Piltz.

## Manager
Kankkoonen was tot eind 2009 manager van de Linna Golf Club. Hij werd later coach van de Finse PGA voor de playing professionals. 